# ティトゥス・ウェトゥリウス・ゲミヌス・キクリヌス (紀元前462年の執政官)
ティトゥス・ウェトゥリウス・ゲミヌス・キクリヌス（ラテン語: Titus Veturius Geminus Cicurinus、生没年不詳）は紀元前5世紀のローマの政治家で、紀元前462年の執政官（コンスル）である。紀元前451年には十人委員会の一人であったと思われる。

## 家族
パトリキ（貴族）であるウェトゥリウス氏族のキクリヌス家の生まれである。父は紀元前494年の執政官を務めた、同名のティトゥス・ウェトゥリウス・ゲミヌス・キクリヌス。一族には、紀元前499年の執政官ガイウス(もしくはプブリウス)・ウェトゥリウス・ゲミヌス・キクリヌスがいる。

## 経歴

### 執政官
紀元前462年、ゲミヌスは同僚であるルキウス・ルクレティウス・トリキピティヌスと共に執政官に就任した。前年にはローマに疫病が流行し、執政官プブリウス・セルウィリウス・プリスクスとルキウス・アエブティウス・ヘルウァ、アウグル（鳥占官）のティトゥス・ウェルギニウス・トリコストゥス・ルティルスとマニウス・ウェレリウス・ウォルスス・マクシムス、最高神祇官のセルウィウス・スルピキウス・カメリヌス・コルヌトゥスが犠牲になったが、そこからようやく回復したところだった。執政官任期中に、新たな選挙制度に対する提案が出された。これはプブリウス・ウァレリウス・プブリコラがインテルレクス（執政官不在の場合等におかれる5日間の最高権力職）のときであった。

#### アエクイとウォルスキとの戦争
ローマが疫病で疲弊しているのを見たアエクイ族とウォルスキ族は、この機会を利用してローマおよびその同盟国であるヘルニキの領土を攻撃した。ゲミヌスはウォルスキを容易に撃退した。他方、ルキウス・ルクレティウスは、略奪品を持って撤退中の敵軍に大勝利し、ローマ領土から略奪された品物の大部分を取り戻した。この勝利のため、ルキウス・ルクレティウスは凱旋式を、ゲミヌスは小凱旋式を実施した

#### テレンティリウス法案
両執政官がアエクイとウォルスキに対する作戦のためにローマを留守にしているときに、護民官ガイウス・テレンティリウス・ハルサ（en）が、執政官の権限を制限する特別法案を提出した。執政官不在中のプラエフェクトゥス・ウルビ（首都長官）であるクィントゥス・ファビウス・ウブラヌスがこの法案に激烈な反論を加え、執政官が帰還するまで投票を延期すべしとし、実質的には他の護民官たちによって取り下げられた。この法案はローマ社会に混乱を招き、パトリキとプレブスの対立が顕著となった挙句、キンキナトゥスの息子が追放されるなど紆余曲折を経て、紀元前451年/450年にローマ初の成文法である十二表法として実現する。

### 十人委員会
紀元前451年、おそらく彼はローマ最初の十人委員会の一員に選ばれた。十人委員会は、ローマ最初の成文法である十二表法（初年度はそのうちの十の法）を制定し、定説によれば、1年間穏やかにローマを統治した。しかし、古代の記録では名前の不一致が見られるために、実際に委員であったかは不明である。カピトリヌスのファスティ（執政官の名前が記録された石版）とシケリアのディオドロスはプラエノーメン（個人名、ファーストネーム）を「スプリウス」としているが、リウィウスは「ルキウス」、ハリカルナッソスのディオニュシオスは「ティトゥス」としている。十人委員のほとんどは執政官経験者であるため、これに合致するのはティトゥス・ウェトゥリウス・ゲミヌス・キクリヌスと ガイウス・ウェトゥリウス・キクリヌス（紀元前455年の執政官）のみである。

## 参考資料

### 古代の著作
- ティトゥス・リウィウス『ローマ建国史』
- シケリアのディオドロス『歴史叢書』
- ハリカルナッソスのディオニュシオス『ローマ古代史』Book X, 1-16、 Book X, 45-63

### 現代の研究書
- Broughton, T. Robert S. (1951), “The Magistrates of the Roman Republic”, Philological Monographs, number XV, volume I (New York: The American Philological Association) I, 509 B.C. - 100 B.C.
- Briquel, Dominique (2000), “La nuit du Ve siècle” (French), Roman History. Tome I, Des origines à Auguste, pp. 163–202, ISBN 978-2-213-03194-1